# Гирово
Ги́рово (бел. Гірава) — деревня в Барановичском районе Брестской области Беларуси. Входит в состав Крошинского сельсовета. Население — 282 человека (2019).

## История
В 1897 году в Даревской волости Новогрудского уезда Минской губернии. После 1905 года стало действовать народное училище, которое разместилось в сельском доме. На карте 1910 года указана под названием Гирево. С 1921 года в гмине Дарево Барановичского повета Новогрудского воеводства Польши.
С 1939 года в составе БССР. С 15 января 1940 года в Новомышском районе Барановичской, с 8 января 1954 года Брестской областей, с 8 апреля 1957 года в Барановичском районе.
С конца июня 1941 года до 8 июля 1944 года оккупирована немецко-фашистскими захватчиками, разрушено 17 домов. На фронтах войны погибли 3 жителя села.
До 22 марта 1962 года входила в состав Лавриновичского сельсовета, до 26 июня 2013 года — в состав Колпеницкого сельсовета.
В 2012 году часть территории деревни Гирово включена в состав города Барановичи. 

## Население
| Численность населения (по переписи) | Численность населения (по переписи) | Численность населения (по переписи) | Численность населения (по переписи) | Численность населения (по переписи) | Численность населения (по переписи) | Численность населения (по переписи) | Численность населения (по переписи) |
| 1897                                | 1909                                | 1921                                | 1959                                | 1970                                | 1999                                | 2009                                | 2019                                |
| ----------------------------------- | ----------------------------------- | ----------------------------------- | ----------------------------------- | ----------------------------------- | ----------------------------------- | ----------------------------------- | ----------------------------------- |
| 199                                 | ↘181                                | ↘169                                | ↗246                                | ↘220                                | ↗275                                | ↗600                                | ↘282                                |